# Gastón Sauro
Gastón Sauro (Rosario, 23 febbraio 1990) è un calciatore argentino di ruolo difensore, svincolato.

## Carriera

### Club
Cresciuto nelle giovanili del Boca Juniors, debutta in campionato nell'aprile 2009 contro l'Estudiantes (LP).
Il 6 luglio 2012 il Basilea ha ufficializzato l'ingaggio di Sauro, firmando un contratto fino al giugno 2016. Il 20 agosto 2014 viene ceduto in prestito con diritto di riscatto al club siciliano del Catania per sostituire Giuseppe Bellusci nel ruolo di terzino, in precedenza ceduto in prestito alla compagine inglese del Leeds United del neo patron Massimo Cellino.
A fine prestito fa ritorno al Basilea, in seguito verrà acquistato dagli statunitensi dei Columbus Crew con un contratto di durata triennale.

### Nazionale
Con la nazionale Under-17 argentina ha preso parte al Mondiale del 2007.

## Statistiche

### Presenze e reti nei club
Statistiche aggiornate al 30 marzo 2016.
| Stagione             | Club                 | Campionato           | Campionato | Campionato | Coppe nazionali | Coppe nazionali | Coppe nazionali | Coppe continentali | Coppe continentali | Coppe continentali | Altre coppe | Altre coppe | Altre coppe | Totale | Totale |
| Stagione             | Club                 | Comp                 | Pres       | Reti       | Comp            | Pres            | Reti            | Comp               | Pres               | Reti               | Comp        | Pres        | Reti        | Pres   | Reti   |
| -------------------- | -------------------- | -------------------- | ---------- | ---------- | --------------- | --------------- | --------------- | ------------------ | ------------------ | ------------------ | ----------- | ----------- | ----------- | ------ | ------ |
| 2008-2009            | Boca Juniors         | PD                   | 5          | 0          | -               | -               | -               | -                  | -                  | -                  | -           | -           | -           | 5      | 0      |
| 2009-2010            | Boca Juniors         | PD                   | 5          | 0          | -               | -               | -               | -                  | -                  | -                  | -           | -           |             | 5      | 0      |
| 2010-2011            | Boca Juniors         | PD                   | 3          | 0          | -               | -               | -               | -                  | -                  | -                  | -           | -           | -           | 3      | 0      |
| 2011-2012            | Boca Juniors         | PD                   | 2          | 1          | -               | -               | -               | CL                 | 1                  | 0                  | -           | -           | -           | 3      | 1      |
| Totale Boca Juniors  | Totale Boca Juniors  | Totale Boca Juniors  | 15         | 1          |                 |                 |                 |                    | 1                  | 0                  |             |             |             | 16     | 1      |
| 2012-2013            | Basilea              | ASL                  | 16         | 1          | CS              | 5               | 0               | UCL+UEL            | 6+4                | 0                  | -           | -           | -           | 31     | 1      |
| 2013-2014            | Basilea              | ASL                  | 19         | 0          | CS              | 5               | 0               | UCL+UEL            | 4+6                | 0                  | -           | -           | -           | 34     | 0      |
| Totale Basilea       | Totale Basilea       | Totale Basilea       | 35         | 1          |                 | 10              | 0               |                    | 20                 | 0                  |             |             |             | 65     | 1      |
| 2014-2015            | Catania              | B                    | 27         | 1          | CI              | 1               | 0               | -                  | -                  | -                  | -           | -           | -           | 28     | 1      |
| 2015                 | Columbus Crew        | MLS                  | 4+4        | 0          | -               | -               | -               | -                  | -                  | -                  | -           | -           | -           | 4+4    | 0      |
| 2016                 | Columbus Crew        | MLS                  | 3          | 0          | -               | -               | -               | -                  | -                  | -                  | -           | -           | -           | 3      | 0      |
| Totale Columbus Crew | Totale Columbus Crew | Totale Columbus Crew | 7+4        | 0          |                 |                 |                 |                    |                    |                    |             |             |             | 7+4    | 0      |
| Totale               | Totale               | Totale               | 84+4       | 3          |                 | 11              | 0               |                    | 21                 | 0                  |             |             |             | 116+4  | 3      |

## Palmarès

### Club

#### Competizioni nazionali
- Campionato argentino: 1

Boca Juniors: Apertura 2011
- Campionato svizzero: 2

Basilea: 2012-2013, 2013-2014